# Nathan Richmond
Nathan William McClure Richmond (Christchurch, 6 juli 1979) is een Nieuw-Zeelands triatleet.
Richmond deed in 2004 mee aan de triatlon op de Olympische Zomerspelen van Athene. Hij behaalde een 33e plaats in een tijd van 1:58.01,94.
Naast triatlon werkt Nathan als parttime in een zwemschool van zwemkampioen Mark Bone.

## Titels
- Nieuw-Zeelands kampioen triatlon op de lange afstand:

## Palmares

### triatlon
- 1998: 22e WK junioren in Lausanne - 2:04.48
- 1999: 6e WK junioren in Montreal - 1:50.05
- 2001: 39e WK olympische afstand in Edmonton - 1:51.39
- 2003: 4e Halve Ironman Port of Tauranga
- 2004: 33e Olympische Spelen in Athene - 1:58.01,94
- 2004:  Halve Ironman Port of Tauranga
- 2004:  ITU wereldbekerwedstrijd in Corner Brook
- 2004: 39e WK olympische afstand in Richmond - 1:45.19
- 2005: 7e Halve Ironman Port of Tauranga
- 2005: DNF WK olympische afstand in Gamagōri
- 2006: 5e WK lange afstand in Canberra - 6:04.53
- 2006:  Halve Ironman Port of Tauranga